# Volta a Catalunya de 1956
La Volta a Catalunya de 1956 fou la 36a edició de la Volta a Catalunya. La prova es disputà en 9 etapes entre el 2 i el 9 de setembre de 1956, amb un total de 1.221 km. El vencedor final fou el terrassenc Anicet Utset.

## Recorregut
El recorregut d'aquest edició és força planer, amb sols una etapa de muntanya, amb final a Puigcerdà i la collada de Toses com a principal dificultat de la cursa, i una visita d'anada i tornada fins a Valencià.

## La cursa
Anicet Uset basà la seva victòria en l'etapa amb final a Vinaròs, en la qual aconseguí una diferència notable respecte als grans favorits a la victòria final. Aconseguí la victòria final sense guanyar cap etapa. Miquel Poblet va tenir la mala sort de caure a la cinquena etapa, malgrat això aconseguí quatre victòries d'etapa.

## Etapes
| Etapa | Data          | Recorregut                      | km    | Guanyador             | Líder               |
| ----- | ------------- | ------------------------------- | ----- | --------------------- | ------------------- |
| 1a    | 2 de setembre | Sabadell - Montjuïc (Barcelona) | 72,0  | Joan Amor (ESP)       | Joan Amor (ESP)     |
| 2a    | 2 de setembre | Barcelona - Igualada            | 70,0  | Miquel Poblet (ESP)   | Joan Amor (ESP)     |
| 3a    | 3 de setembre | Igualada - Puigcerdà            | 207,0 | Joan Escolà (ESP)     | Miquel Poblet (ESP) |
| 4a    | 4 de setembre | Puigcerdà - Lleida              | 195,0 | Alfred Tonello (FRA)  | Miquel Poblet (ESP) |
| 5a    | 5 de setembre | Lleida - Vinaròs                | 230,0 | Vicent Iturat (ESP)   | Anicet Utset (ESP)  |
| 6a A  | 6 de setembre | Vinaròs - La Vall d'Uixó        | 103,0 | Salvador Jarque (ESP) | Anicet Utset (ESP)  |
| 6a B  | 6 de setembre | La Vall d'Uixó - València       | 56,0  | Miquel Poblet (ESP)   | Anicet Utset (ESP)  |
| 7a    | 7 de setembre | València - Tortosa              | 200,0 | Gabriel Saura (ESP)   | Anicet Utset (ESP)  |
| 8a    | 8 de setembre | Tortosa - Reus                  | 145,0 | Miquel Poblet (ESP)   | Anicet Utset (ESP)  |
| 9a    | 9 de setembre | Reus - Barcelona                | 147,0 | Miquel Poblet (ESP)   | Anicet Utset (ESP)  |

### Etapa 1. Sabadell - Barcelona. 72,0 km
|   | Ciclista        | Equip                   | Temps      |
| - | --------------- | ----------------------- | ---------- |
| 1 | Joan Amor       | Espanyol-FJ de València | 1h 42' 50" |
| 2 | Miquel Poblet   | Faema                   | + 04"      |
| 3 | Antoni Gelabert | Berkel                  | m. t.      |

|   | Ciclista        | Equip                   | Temps      |
| - | --------------- | ----------------------- | ---------- |
| 1 | Joan Amor       | Espanyol-FJ de València | 1h 42' 50" |
| 2 | Miquel Poblet   | Faema                   | + 04"      |
| 3 | Antoni Gelabert | Berkel                  | m. t.      |

### Etapa 2. Barcelona - Igualada. 70,0 km
|   | Ciclista        | Equip                  | Temps      |
| - | --------------- | ---------------------- | ---------- |
| 1 | Miquel Poblet   | Faema                  | 1h 38' 33" |
| 2 | Alfred Esmatges | RCD Espanyol-Mobylette | m. t.      |
| 3 | Anicet Utset    | RCD Espanyol-Mobylette | m. t.      |

|   | Ciclista        | Equip                   | Temps      |
| - | --------------- | ----------------------- | ---------- |
| 1 | Joan Amor       | Espanyol-FJ de València | 3h 21' 23" |
| 2 | Miquel Poblet   | Faema                   | + 04"      |
| 3 | Antoni Gelabert | Berkel                  | m. t.      |

### Etapa 3. Igualada - Puigcerdà. 207,0 km
|   | Ciclista        | Equip                  | Temps      |
| - | --------------- | ---------------------- | ---------- |
| 1 | Joan Escolà     | RCD Espanyol-Mobylette | 6h 30' 03" |
| 2 | Miquel Poblet   | Faema                  | + 01' 09"  |
| 3 | Antoni Gelabert | Berkel                 | m. t.      |

|   | Ciclista        | Equip                  | Temps      |
| - | --------------- | ---------------------- | ---------- |
| 1 | Miquel Poblet   | Faema                  | 9h 52' 39" |
| 2 | Antoni Gelabert | Berkel                 | m. t.      |
| 3 | Francesc Massip | RCD Espanyol-Mobylette | m. t.      |

### Etapa 4. Puigcerdà - Lleida. 195,0 km
|   | Ciclista       | Equip       | Temps      |
| - | -------------- | ----------- | ---------- |
| 1 | Alfred Tonello |             | 5h 10' 07" |
| 2 | Miquel Poblet  | Faema       | + 13"      |
| 3 | José Michelena | Boxing Club | m. t.      |

|   | Ciclista        | Equip                  | Temps       |
| - | --------------- | ---------------------- | ----------- |
| 1 | Miquel Poblet   | Faema                  | 15h 02' 59" |
| 2 | Antoni Gelabert | Berkel                 | m. t.       |
| 3 | Francesc Massip | RCD Espanyol-Mobylette | m. t.       |

### Etapa 5. Lleida - Vinaròs. 230,0 km
|   | Ciclista      | Equip       | Temps      |
| - | ------------- | ----------- | ---------- |
| 1 | Vicent Iturat | Faema       | 6h 36' 47" |
| 2 | Ugo Anzile    |             | + 01' 30"  |
| 3 | José Escolano | UC Terrassa | m. t.      |

|   | Ciclista      | Equip                  | Temps       |
| - | ------------- | ---------------------- | ----------- |
| 1 | Anicet Utset  | RCD Espanyol-Mobylette | 21h 41' 27" |
| 2 | Vicent Iturat | Faema                  | + 17"       |
| 3 | Miquel Poblet | Faema                  | + 04' 34"   |

### Etapa 6. (6A Vinaròs - La Vall d'Uixó 103 km) i (6B La Vall d'Uixó - València 56 km)
|   | Ciclista         | Equip                   | Temps      |
| - | ---------------- | ----------------------- | ---------- |
| 1 | Salvador Jarque  | Espanyol-FJ de València | 2h 48' 20" |
| 2 | Francesc Massip  | RCD Espanyol-Mobylette  | m. t.      |
| 3 | Francisco Moreno | UC Terrassa             | m. t.      |

|   | Ciclista        | Equip  | Temps      |
| - | --------------- | ------ | ---------- |
| 1 | Miquel Poblet   | Faema  | 1h 24' 24" |
| 2 | Vicent Iturat   | Faema  | m. t.      |
| 3 | Alfredo Pasotti | Berkel | m. t.      |

|   | Ciclista         | Equip                   | Temps      |
| - | ---------------- | ----------------------- | ---------- |
| 1 | Salvador Jarque  | Espanyol-FJ de València | 4h 12' 44" |
| 2 | Francesc Massip  | RCD Espanyol-Mobylette  | m. t.      |
| 3 | Francisco Moreno | UC Terrassa             | m. t.      |

|   | Ciclista        | Equip                  | Temps       |
| - | --------------- | ---------------------- | ----------- |
| 1 | Anicet Utset    | RCD Espanyol-Mobylette | 25h 55' 49" |
| 2 | Vicent Iturat   | Faema                  | + 15"       |
| 3 | Francesc Massip | RCD Espanyol-Mobylette | + 02' 56"   |

### Etapa 7. València - Tortosa. 200,0 km
|   | Ciclista        | Equip  | Temps      |
| - | --------------- | ------ | ---------- |
| 1 | Gabriel Saura   | Faema  | 5h 43' 00" |
| 2 | Miquel Poblet   | Faema  | m. t.      |
| 3 | Alfredo Pasotti | Berkel | m. t.      |

|   | Ciclista        | Equip                  | Temps       |
| - | --------------- | ---------------------- | ----------- |
| 1 | Anicet Utset    | RCD Espanyol-Mobylette | 31h 38' 49" |
| 2 | Vicent Iturat   | Faema                  | + 15"       |
| 3 | Francesc Massip | RCD Espanyol-Mobylette | + 02' 56"   |

### Etapa 8. Tortosa - Reus. 145,0 km
|   | Ciclista       | Equip                  | Temps      |
| - | -------------- | ---------------------- | ---------- |
| 1 | Miquel Poblet  | Faema                  | 3h 48' 52" |
| 2 | Josep Ametller | RCD Espanyol-Mobylette | m. t.      |
| 3 | Josep Segú     | RCD Espanyol-Mobylette | + 05"      |

|   | Ciclista        | Equip                  | Temps       |
| - | --------------- | ---------------------- | ----------- |
| 1 | Anicet Utset    | RCD Espanyol-Mobylette | 35h 27' 46" |
| 2 | Vicent Iturat   | Faema                  | + 15"       |
| 3 | Francesc Massip | RCD Espanyol-Mobylette | + 02' 56"   |

### Etapa 9. Reus - Barcelona. 147,0 km
|   | Ciclista        | Equip                  | Temps      |
| - | --------------- | ---------------------- | ---------- |
| 1 | Miquel Poblet   | Faema                  | 3h 56' 37" |
| 2 | Antoni Gelabert | Berkel                 | m. t.      |
| 3 | Francesc Massip | RCD Espanyol-Mobylette | m. t.      |

|   | Ciclista        | Equip                  | Temps       |
| - | --------------- | ---------------------- | ----------- |
| 1 | Anicet Utset    | RCD Espanyol-Mobylette | 39h 24' 35" |
| 2 | Vicent Iturat   | Faema                  | + 15"       |
| 3 | Francesc Massip | RCD Espanyol-Mobylette | + 02' 44"   |

## Classificació final
| Pos. | Ciclista              | Club                   | Temps       |
| ---- | --------------------- | ---------------------- | ----------- |
| 1    | Anicet Utset (ESP)    | RCD Espanyol-Mobylette | 39h 24' 35" |
| 2    | Vicent Iturat (ESP)   | Faema                  | + 15"       |
| 3    | Francesc Masip (ESP)  | RCD Espanyol-Mobylette | + 2' 44"    |
| 4    | Miquel Poblet (ESP)   | Faema                  | + 4' 15"    |
| 5    | Antoni Gelabert (ESP) | Berkel                 | + 4' 20"    |
| 6    | Joan Crespo (ESP)     | RCD Espanyol-Mobylette | + 5' 16"    |
| 7    | Joan Escolà (ESP)     | RCD Espanyol-Mobylette | + 6' 30"    |
| 8    | Walter Serena (ITA)   | Berkel                 | + 7' 53"    |
| 9    | Jaume Calucho (ESP)   | RCD Espanyol-Mobylette | + 9' 17"    |
| 10   | José Escolano (ESP)   | UC Terrassa            | + 9' 20"    |

## Classificacions secundàries
| Pos. | Ciclista              | Equip       | Punts |
| ---- | --------------------- | ----------- | ----- |
| 1    | Antoni Gelabert (ESP) | Berkel      | 28    |
| 2    | Miquel Poblet (ESP)   | Faema       | 22    |
| 3    | José Michelena (ESP)  | Boxing Club | 17    |

| Pos. | Equip        | Temps        |
| ---- | ------------ | ------------ |
| 1    | RCD Espanyol | 118h 21' 45" |
| 2    | Faema        | + 24' 35"    |
| 3    | UC Terrassa  | + 34' 11"    |